# Inger Smits
Inger Smits (Geleen, 17 september 1994) is een Nederlandse handbalster die sinds 2021 uitkomt in de Duitse Handbal-Bundesliga voor SG BBM Bietigheim.

## Biografie
Smits begon met handballen bij Vlug en Lenig in haar geboorteplaats Geleen. Al op jonge leeftijd kwam ze in jeugdselectie bij de HandbalAcademie en Jong Oranje. In 2011 maakte Smits de overstap naar Loreal. Na twee jaar bij de Venlose club, ging ze spelen voor Dalfsen. Bij deze club weet Smits tweemaal de nationale beker en landstitel te winnen.
In 2015 verlaat Smits Dalfsen om in Duitsland te spelen voor VfL Oldenburg. Twee jaar hierna vertrekt Smits naar Team Tvis Holstebro in Denemarken. In 2019 verlaat Smits de Deense club om weer in Duitsland te spelen, ditmaal voor Borussia Dortmund. Bij Borussia Dortmund weet Smits in het seizoen 2020/2021 landskampioen van Duitsland te worden.
In 2021 verkaste Smits naar de concurrent SG BBM Bietigheim.

## Privé
Inger Smits is de dochter van oud-handballers Gino Smits en Cecile Leenen en de zus van handballers Kay Smits en Jorn Smits.